# Фајтер 2
Фајтер 2 (енгл. Kick-Ass 2) је суперхеројски акционо-хумористички филм из 2013. године и представља наставак филм Фајтер из 2010. године. Сценариста и редитељ филма је Џеф Водлоу. Арон Тејлор-Џонсон, Кристофер Минц-Плас и Клои Грејс Морец репризирају своје улоге из првог филма као Дејв Лизевски, Крис Д'Амико и Минди Макриди, тим редоследом. Међу осталим глумцима који се враћају су Кларк Дјук, Јанси Батлер, Гарет М. Браун, Линдси Фонсека и Софи Ву, док су се Џим Кери и Данијел Калуја придружили улогама. Продукцијска кућа Метјуа Вона, Marv Films, продуцирала је филма заједно са Plan B Entertainment, Dentsu и Universal Pictures.
Филм је снимљен у Канади и Енглеској 2012. године и објављен је 14. августа 2013. године у Уједињеном Краљевству и 16. августа у Сједињеним Државама. Филм Фајтер 2 је зарадио 60 милиона америчких долара преко буџета од 28 милиона америчких долара. Према Rotten Tomatoes-у, многи критичари су га сматрали инфериорним у односу на свог претходника и добио је помешани пријем на Metacritic-у.

## Радња
Костимирани средњошколски херој Фајтер придружује се групи обичних грађана који желе да се костимирани боре против злочина. У међувремену, Црвена Измаглица кује план освете који ће утицати на све које Фајтер познаје.
Самопрокламовани суперјунак Фајтер и допадљива, али вулгарна убица, Опасница, покушавају да се врате животу као „нормални” тинејџери, али убрзо их чека најопаснији изазов свих времена. Да би осветила очеву смрт, Црвена Измаглица га је поново измислила као вођу екипе покварених суперзликоваца. Да би победили новог непријатеља, Фајтер и Опасница морају да се удруже са новим таласом маскираних ратника које предводи жилави пуковник Америчка застава, у овој бици између правих зликоваца и хероја.

## Улоге
| Глумац               | Улога                                   |
| -------------------- | --------------------------------------- |
| Арон Тејлор-Џонсон   | Дејв Лизевски / Фајтер                  |
| Кристофер Минц-Пласе | Крис Д'Амико / Дркаџија                 |
| Клои Грејс Морец     | Минди Макриди / Опасница                |
| Кларк Дјук           | Марти / Бетлгај                         |
| Морис Честнат        | детектив Маркус Вилијамс                |
| Џим Кери             | Сал Бертолини / Пуковник Звезде и Пруге |
| Доналд Фајсон        | Самјуел Кирс / Доктор Гравитација       |
| Џон Легвизамо        | Хавијер                                 |
| Огастус Пру          | Тод                                     |